# Olle Hellström

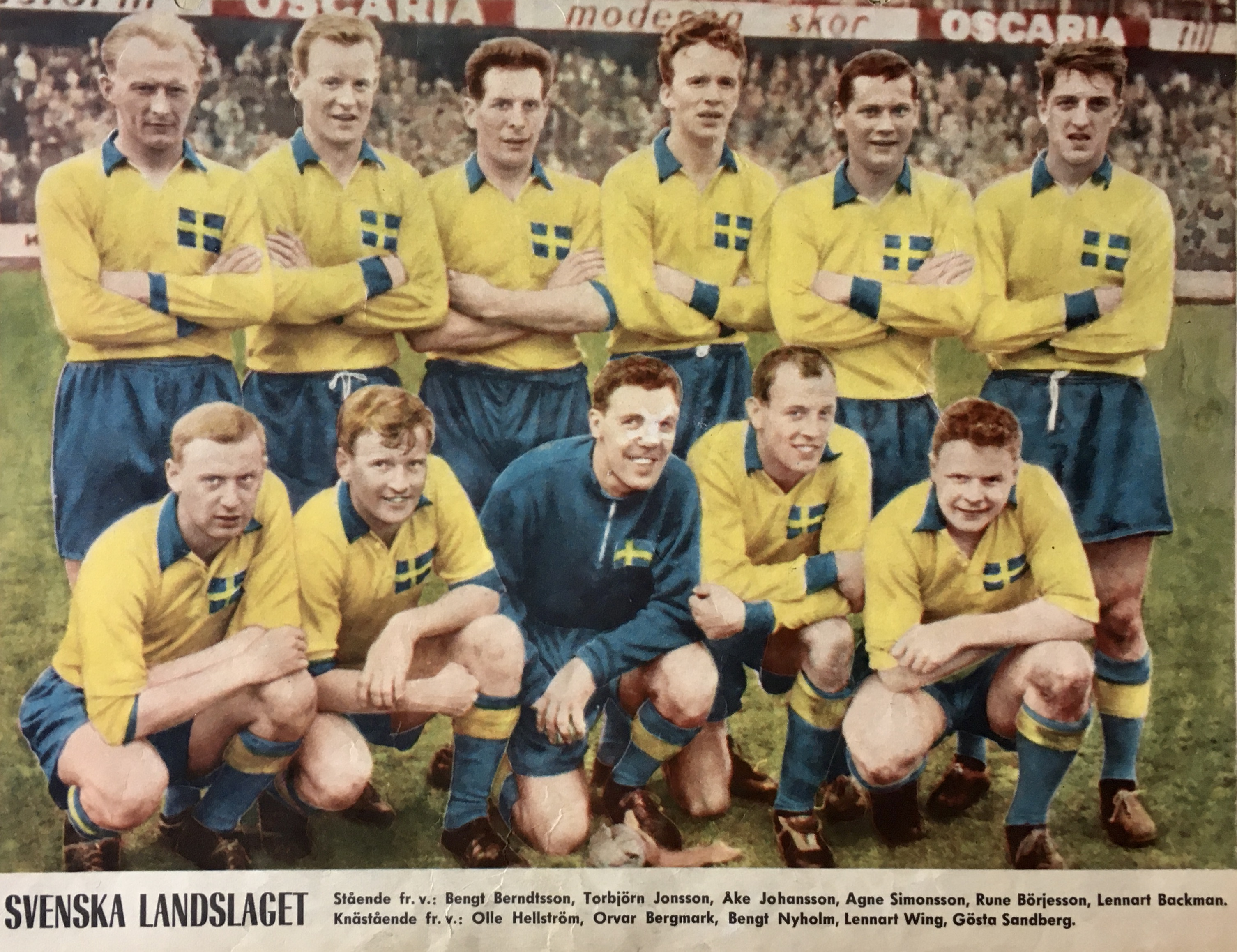
Det svenska herrlandslaget i fotboll, som den 28 maj 1961 segrade med 4-0 över Schweiz. I det svenska laget ingick följande spelare – stående från vänster: Bengt "Fölet" Berndtsson, Torbjörn Jonsson, Åke "Bajdoff" Johansson, Agne Simonsson, Rune Börjesson, Lennart Backman. Knästående från vänster: Olle "Lill-Lappen" Hellström, Orvar Bergmark, Bengt "Zamora" Nyholm, Lennart Wing och Gösta "Knivsta" Sandberg.

Olle Hellström, mer känd som “Lill-Lappen” (med tiden försvann "Lill") född 1 januari 1936 är en före detta allsvensk fotbollsspelare som räknas in i Djurgårdens "DIF-hjältar". I sin allsvenska karriär gjorde "Lill-lappen" 6 mål.

## Meriter
- SM-guld 1959 och 1964
- Sex A-landskamper, sex B-kamper och 10 U-kamper
- Medlem i styrelsen för Stockholms Fotbollförbund

## Klubbar
- Sandvikens AIK - 11 matcher
- Djurgårdens IF - 127 matcher
- Nyköpings BIS - spelande tränare
- Djurgårdens IF - lagledare 1973-?